# Medalla Conmemorativa del 65.º Aniversario de la Liberación de la República de Bielorrusia de los Invasores Fascistas Alemanes
La Medalla Conmemorativa del 65.º Aniversario de la Liberación de la República de Bielorrusia de los Invasores Fascistas Alemanes (en bielorruso: Юбілейны медаль «65 год вызвалення Рэспублікі Беларусь ад нямецка-фашысцкіх захопнікаў») es una condecoración estatal de la República de Bielorrusia, establecida el 4 de diciembre de 2008 por el Decreto del Presidente de la República de Bielorrusia n.º 670 «Sobre el Establecimiento de la Medalla Conmemorativa del 65.º Aniversario de la Liberación de la República de Bielorrusia de los Invasores Fascistas Alemanes». Para conmemorar la liberación del territorio de Bielorrusia de la ocupación alemana.

## Criterios de concesión
La Medalla Conmemorativa del 65.º Aniversario de la Liberación de la República de Bielorrusia de los Invasores Fascistas Alemanes se otorga a:
- Veteranos de la Gran Guerra Patria;
- Prisioneros de campos, prisiones, guetos y otros lugares de detención forzada fascistas, creados por los fascistas y sus aliados durante la Segunda Guerra Mundial;
- Ciudadanos extranjeros y apátridas que residen permanentemente fuera de la República de Bielorrusia, que participaron directamente en las hostilidades para la liberación de Bielorrusia de los invasores nazis durante la Gran Guerra Patria;
- Personal militar de las Fuerzas Armadas de Bielorrusia, otras tropas y formaciones militares, empleados de los órganos estatales y otras personas que hayan realizado una contribución significativa a la educación heroica y patriótica de los ciudadanos de Bielorrusia, perpetuando la memoria de los caídos, organizando eventos dedicados al 65 aniversario de la liberación de la República de Bielorrusia de los invasores nazis.

La persona encargada de entregar la medalla es el Presidente de la República de Bielorrusia o en su defecto:
- Los jefes de los órganos estatales, en relación con los empleados de estos cuerpos y otras personas que hayan hecho una contribución significativa a la heroica educación patriótica de los ciudadanos de Bielorrusia.
- Jefes de misiones diplomáticas de Bielorrusia, en relación con los ciudadanos extranjeros y los apátridas, con residencia permanente fuera de Bielorrusia
- Comandantes de la Fuerza Aérea y las Fuerzas de Defensa Aérea, fuerzas de operaciones especiales de las Fuerzas Armadas, tropas de mandos operativos y táctico-operativos, jefes militares, en relación con el personal militar de las Fuerzas Armadas de Bielorrusia
- Comisionados militares, en relación con los veteranos de la Gran Guerra Patria.

- Instituciones educacionales;
- Comandantes de unidades militares;

Esta medalla conmemorativa no se volverá a otorgar. No se emitirán duplicados de medallas ni certificados para reemplazar a los que se hayan perdido. Si se pierde la medalla, se permite llevar una barra de la muestra establecida.
Para los ciudadanos de Bielorrusia: la medalla se lleva en el lado izquierdo del pecho y, en presencia de otras órdenes y medallas de Bielorrusia, se coloca justo después de la de la Medalla Conmemorativa del 60.º Aniversario de la Victoria en la Gran Guerra Patria de 1941-1945. Para los ciudadanos de otros estados, la medalla se usa de acuerdo con las reglas de preferencia de las medallas de cada estado extranjero, por ejemplo, para ciudadanos de Rusia se coloca después de las medallas soviéticas y rusas.

## Descripción
Es una medalla de latón dorado con forma circular de 33 mm de diámetro y con un borde elevado por ambos lados. Todos los elementos de la medalla están grabados.
En el anverso de la medalla, sobre el fondo de la entrada central al complejo conmemorativo de la Fortaleza de Brest, hay una imagen del Montículo de la Gloria y los números «1944» y «2009», ubicados uno debajo del otro, en la parte inferior de la medalla se encuentra una imagen de la Orden de la Guerra Patria.
En el reverso de la medalla, en la parte superior hay una imagen de la cinta de la Orden de la Gloria con los números «1944» y «2009», a continuación se encuentra la inscripción «65 AÑOS DE LA LIBERACIÓN DE LOS INVASORES FASCISTAS ALEMANES» (en bielorruso, 65 год вызвалення Рэспублікі Беларусь ад нямецка-фашысцкіх захопнікаў) en seis líneas y en la parte inferior una estrella de cinco puntas en relieve.
La medalla está conectada con un ojal y un anillo a un bloque pentagonal cubierto con una cinta muaré de seda con los colores de la Bandera de la República de Bielorrusia (derecha) y la cinta de la Orden de la Gloria (izquierda).